# Ozarba variabilis
Ozarba variabilis är en fjärilsart som beskrevs av Emilio Berio 1940. Ozarba variabilis ingår i släktet Ozarba och familjen nattflyn. Inga underarter finns listade i Catalogue of Life.